# Агенты «Щ.И.Т.»
«Аге́нты „Щ.И.Т.“» (англ. Agents of S.H.I.E.L.D.) — американский супергеройский телесериал, созданный Джоссом Уидоном и основанный на одноимённом комиксе компании Marvel о вымышленной организации по борьбе с преступностью, являющимся частью Кинематографической вселенной Marvel (КВМ) и является первым телесериалом этой вселенной. История начинается с того, что агент Фил Колсон (Кларк Грегг), который выжил после событий фильма «Мстители», работает в «Щ.И.Т.» вместе с новой командой.
Разработка проекта началась летом 2012 года, а в конце августа канал ABC дал зелёный свет на съёмки пилотного эпизода. Сериал вышел на ABC в сезоне 2013—2014 годов и транслируется по вторникам в восемь вечера, став лид-ином для новых комедий канала «Голдберги» и «Третья жена», начиная с 24 сентября. Премьера поставила рейтинговый рекорд, став наиболее мощным стартом для драматического сериала на широковещательном телевидении с 2009 года. 10 октября 2013 года, несмотря на стремительное падение рейтингов после пилота, ABC продлил сериал на полный сезон из двадцати двух эпизодов. 8 мая 2014 года сериал был продлён на второй сезон, одновременно с заказом драмы «Агент Картер». 23 сентября 2014 года начался показ второго сезона. 7 мая 2015 года сериал был продлён на третий сезон, который стартовал 29 сентября. 3 марта 2016 года сериал был продлён на четвёртый сезон. 11 мая 2017 года сериал был продлён на пятый сезон, премьера которого состоялась 1 декабря 2017 года. 14 мая 2018 года сериал был продлен на шестой сезон, который состоит из 13 эпизодов. Премьера состоялась 10 мая 2019 года. 16 ноября 2018 года, ещё до выхода шестого сезона, сериал был продлён на седьмой сезон. 19 июля 2019 года на Comic-Con в Сан-Диего было объявлено, что седьмой сезон станет финальным.
13 декабря 2016 года состоялся выход веб-сериала «Агенты «Щ.И.Т.»: Йо-Йо» из шести эпизодов, являющегося спин-оффом «Агентов „Щ. И.Т.“».

## Сюжет
| Сезон | Сезон | Эпизоды | Оригинальная дата показа | Оригинальная дата показа | Рейтинг Нильсена | Рейтинг Нильсена       |
| Сезон | Сезон | Эпизоды | Премьера сезона          | Финал сезона             | Ранг             | Зрители США (миллионы) |
| ----- | ----- | ------- | ------------------------ | ------------------------ | ---------------- | ---------------------- |
|       | 1     | 22      | 24 сентября 2013         | 13 мая 2014              | 43               | 8,31                   |
|       | 2     | 22      | 23 сентября 2014         | 12 мая 2015              | 76               | 7,09                   |
|       | 3     | 22      | 29 сентября 2015         | 17 мая 2016              | 85               | 5,52                   |
|       | 4     | 22      | 20 сентября 2016         | 16 мая 2017              | 110              | 4,22                   |
|       | 5     | 22      | 1 декабря 2017           | 18 мая 2018              | 133              | 3,57                   |
|       | 6     | 13      | 10 мая 2019              | 2 августа 2019           | 158              | 2,25                   |
|       | 7     | 13      | 27 мая 2020              | 12 августа 2020          | TBA              | TBA                    |

Агент Фил Колсон набирает специальную группу для борьбы с преступностью после событий фильма «Мстители». Новоиспечённой команде придётся не только сойтись в оперативной, а также исследовательской работе, но и сойтись характерами, чтобы дать отпор всем врагам организации «Щ. И.Т.»

## Актёры и персонажи
— главная роль в сезоне
     — второстепенная роль в сезоне
     — гостевая роль в сезоне
     — не появляется
| Актёр                 | Персонаж                     | Появление в сезонах | Появление в сезонах | Появление в сезонах | Появление в сезонах | Появление в сезонах | Появление в сезонах | Появление в сезонах | Появление в сезонах | Озвучка              |
| Актёр                 | Персонаж                     | 1                   | 2                   | 3                   | 4                   | 5                   | 6                   | 7                   | Эпизоды             | Озвучка              |
| --------------------- | ---------------------------- | ------------------- | ------------------- | ------------------- | ------------------- | ------------------- | ------------------- | ------------------- | ------------------- | -------------------- |
| Кларк Грегг           | Фил Колсон                   | 22                  | 22                  | 21                  | 22                  | 21                  | 4                   |                     | 112                 | Артём Веселов        |
| Кларк Грегг           | Сержант / Пачакутик          |                     |                     |                     |                     |                     | 12                  |                     | 12                  | Артём Веселов        |
| Кларк Грегг           | ЖСМ Хроником Фил Колсон      |                     |                     |                     |                     |                     | 1                   | 13                  | 14                  | Артём Веселов        |
| Минг-На Вен           | Мелинда Мэй                  | 22                  | 22                  | 20                  | 22                  | 21                  | 12                  | 13                  | 132                 | Светлана Кузнецова   |
| Бретт Далтон          | Грант Уорд                   | 22                  | 15                  | 7                   | 4                   |                     |                     |                     | 48                  | Валерий Смекалов     |
| Бретт Далтон          | Улей                         |                     |                     | 11                  |                     |                     |                     |                     | 11                  | Валерий Смекалов     |
| Хлоя Беннет           | Дейзи «Скай» Джонсон / Дрожь | 22                  | 22                  | 21                  | 22                  | 21                  | 12                  | 13                  | 133                 | Виктория Слуцкая     |
| Иэн Де Кэскер         | Леопольд Фитц                | 22                  | 22                  | 22                  | 22                  | 19                  | 12                  | 3                   | 122                 | Глеб Гаврилов        |
| Элизабет Хенстридж    | Джемма Симмонс               | 22                  | 22                  | 22                  | 22                  | 21                  | 12                  | 13                  | 134                 | Екатерина Тихомирова |
| Ник Блад              | Лэнс Хантер                  |                     | 22                  | 12                  |                     | 1                   |                     |                     | 35                  | Андрей Хитрин        |
| Эдрианн Палики        | Бобби Морс                   |                     | 18                  | 12                  |                     |                     |                     |                     | 30                  | Мария Цветкова       |
| Генри Симмонс         | Альфонсо «Мак» Маккензи      |                     | 22                  | 20                  | 21                  | 21                  | 12                  | 13                  | 109                 | Максим Сергеев       |
| Люк Митчелл           | Линкольн Кэмпбелл            |                     | 7                   | 18                  |                     |                     |                     |                     | 25                  | Андрей Лёвин         |
| Джон Ханна            | Холден Рэдклифф              |                     |                     | 5                   | 16                  |                     |                     |                     | 21                  | Станислав Концевич   |
| Наталия Кордова-Бакли | Елена Родригес / Йо-Йо       |                     |                     | 5                   | 9                   | 21                  | 12                  | 13                  | 60                  | Оксана Андрейчук     |
| Джефф Уорд            | Дик Шоу                      |                     |                     |                     |                     | 19                  | 8                   | 13                  | 40                  | Вадим Прохоров       |
| Всего эпизодов        | Всего эпизодов               | 22                  | 22                  | 22                  | 22                  | 22                  | 13                  | 13                  | 136                 |                      |

## Производство

### Концепция и история развития
В августе 2009 года The Walt Disney Company, владеющая ABC, приобрела Marvel Entertainment за $4 миллиарда и вскоре генеральный директор Disney объявил о своих планах включать медиа-франшизы студии на свои отраслевые платформы, в том числе и на телевидение. После нескольких неудачных попыток со сценариями для телеверсий ряда комиксов, наконец, в июле 2012 года Marvel Television вступил в сотрудничество с ABC с целью сделать телешоу в Кинематографической вселенной Marvel. Планов о каком-то конкретном комиксе не было, и вся идея сводилась к сценариям полицейского шоу с «высокой концепцией».
В августе 2012 года было объявлено, что режиссёр фильма «Мстители» Джосс Уидон занял место автора разработки, одного из исполнительных продюсеров, а также режиссёра пилотного эпизода. Спустя несколько недель после этого ABC сразу заказал съёмки пилота и по словам Уидона сериал будет существовать автономно от франшизы «Мстители» чтобы его могли наблюдать те, кто ранее не смотрел проекты студии. В то же время по заявлениям Уидона шоу будет сделано в стиле франшизы и поклонникам комиксов также должно привлечь аудиторию.

### Кастинг

#### Первый сезон
В октябре 2012 года начался открытый кастинг на регулярные роли. Позднее в том же месяце было объявлено, что Кларк Грегг повторит свою роль агента Фила Колсона, убитого в фильме «Мстители» в пилотном эпизоде шоу. Актёр признался, что не ожидал возвращения и объяснил его так: «Я-то думал, что, если тебя убивает Джосс Уидон, то это навсегда. Мне казалось важным показать, что в этой вселенной может умереть каждый. Когда меня позвали обратно, я захотел убедиться, что всё будет обставлено серьёзно и сурово, так, как я представляю себе смерть, пускай и в фантастическом мире. И то, что рассказал мне Джосс, превзошло все мои ожидания» . В конце месяца Минг-На Вен присоединилась к пилоту в роли агента Мелинды Мэй, первоклассного пилота и эксперта по вооружению. Четыре остальные регулярные роли получили начинающие актёры Элизабет Хенстридж, Иэн Де Кэскер, Бретт Далтон и последней Хлоя Беннет, на момент кастинга дебютировавшая со второстепенной ролью в сериале ABC «Нэшвилл». В январе 2013 года Коби Смолдерс, исполнившая роль Марии Хилл в «Мстителях», объявила о её возможном появлении в шоу, которой не помешает занятость в съёмках сериала «Как я встретил вашу маму». В апреле Дж. Аугуст Ричардс, один из ведущих актёров сериала Уидона «Ангел» 1999 года, был назначен на неопределенную роль в пилотном эпизоде. Николас Брендон, ранее сотрудничавший с Уидоном в сериале «Баффи — истребительница вампиров», также пробовался на роль, занятую Ричардсом. Позднее было объявлено, что актёр сыграет персонажа по имени Майк Питерсон. В июне 2013 года Сэмюэл Л. Джексон выразил заинтересованность появиться в качестве приглашённой звезды в сериале в роли директора Щ. И. Т. Ника Фьюри. Так же Уидон намекал, что в отдельных эпизодах сериала могут появиться и другие герои «Мстителей». В октябре 2013 стало известно, что к второстепенному актёрскому составу присоединится Титус Уилливер, который исполнит роль агента Блейка. Ранее актёр уже играл персонажа в короткометражном фильме Item 47. Максимилиано Эрнандес и Джейми Александр, игравшие в фильмах, также исполняют роли Джаспера Ситуэлла и Сиф, соответственно. Осенью 2013 года к второстепенному составу сериала присоединились Рут Негга в роли Рейны, лидера проекта «Сороконожка», Дэвид Конрад в роли миллиардера Иэна Куинна и Саффрон Берроуз в роли высокопоставленного агента Щ. И. Т.а. Виктории Хэнд. Зимой 2013—2014 года стало известно что Билл Пэкстон исполнит роль агента Джона Гаррета, а Би Джей Бритт исполнит роль агента Триплетта. Кристин Адамс исполнила роль директора академии Щ. И. Т.а. Анны Уивер. В марте 2014 года Эдриан Пасдар получил роль полковника Гленна Тэлбота, а Паттон Освальд — роль близнецов Кейнигов.

#### Второй сезон
В июле 2014 года на Comic-Con в Сан-Диего был объявлено, что к регулярному составу второго сезона присоединился Ник Блад в роли агента Лэнса Хантера, а к периодическому составу присоединяется Рид Даймонд, который исполнит роль одного из глав «Гидры» — Дэниела Уайтхолла. Так же стало известно, что Эдрианн Палики исполнит роль агента Бобби Морс, а Саймон Кассианидес — правой руки Уайтхолла, Сунила Бакши. В августе Кайл Маклахлен получил роль отца Скай, Генри Симмонс роль агента Мака Маккензи и Брайан Патрик Уэйд роль Карла «Крушителя» Крила. Майя Стоян исполнила роль Кары Паламас / Агента 33, которая стала новым любовным интересом Уорда. 1 октября 2014 года Тим Дикей получил роль старшего брата Уорда, сенатора Кристиана Уорда. Дичен Лакмэн исполнила роль Дзяйин, матери Скай, нелюдя со способностью самоисцеления; Джейми Харрис исполнил роль Гордона, нелюдя без глаз, умеющего телепортироваться, а Люк Митчелл — Линкольна Кэмпбелла, нелюдя, контролирующего электричество. В декабре 2014 года было объявлено, что Блэр Андервуд исполнит роль бывшего мужа агента Мэй, психиатра Эндрю Гарнера, а в январе 2015 года, что Эдвард Джеймс Олмос исполнит роль коммандера Роберта Гонзалеса. Марк Аллан Стюарт исполнил роль агента Оливера — одного из главных агентов Настоящего Щ. И. Т.а. Во второй половине второго сезона Эдрианн Палики получила регулярную роль в сериале. Из второстепенного состава 1 сезона к своим ролям вернулись Би Джей Бритт в роли агента Триплетта, Рут Негга в роли Рейны, Дж. Аугуст Ричардс в роли агента Майка Питерсона/Детлока, Эдриан Пасдар в роли бригадного генерала Гленна Тэлбота, Паттон Освальд в роли близнецов Кейнигов и Кристин Адамс в роли агента Анны Уивер. Джейми Александр вновь выступила приглашенной звёздной в роли Сиф. Хейли Этвелл, Кеннет Чои, Генри Гудман и Нил Макдонаф в течение сезона вновь исполняют свои соответствующие роли Пегги Картер, Джима Мориты, доктора Листа и Тимоти «Дум-Дум» Дугана из фильмов КВМ

#### Третий сезон
Летом 2015 года было объявлено что Люк Митчелл и Генри Симмонс были повышены до регулярного состава в третьем сезоне. Блэр Андервуд вернулся в третьем сезоне в роли Эндрю Гарнера. Дез Кроуфорд, появившийся в последней серии второго сезона, вернулся в третьем сезоне в роли Кибо, правой руки Уорда. В июле 2015 года Констанс Зиммер получила роль главы ОГПУ Розалинд Прайс, чье имя стало известно только в сентябре. Так же Эндрю Ховард получил роль Лютера Бэнкса — правой руки Розалинд Прайс. В августе к второстепенному составу третьего сезона присоединился Хуан Пабло Раба, который исполнил роль Джоуи Гутьерреса — нелюдя, обладающего способностью плавить металлы, а Мэттью Уиллиг получил роль Лэша, нелюдя, убивающего других нелюдей. Спенсер Трит Кларк исполнил роль Вернера фон Штрукера, сына барона Вольфганга фон Штрукера. В октябре Пауэрс Бут получил роль нового главы «Гидры» Гидеона Малика. Малик появлялся в фильме Мстители, как член Мирового совета безопасности. В ноябре стало известно что Марк Дакаскос исполнит роль Гийеры — нелюдя со способностью телекинеза, работающего на Гидеона Малика. Во второй половине третьего сезона Эдриан Пасдар вернулся в сериал в роли бригадного генерала Гленна Тэлбота. Наталия Кордова-Бакли исполнила роль Елены Родригес, нелюдя владеющего сверхчеловеческой скоростью. Брайан Патрик Уэйд вернулся к роли Карла «Крушителя» Крила в одном эпизоде. После 13 эпизода третьего сезона регулярный актёрский состав покинули Ник Блад и Эдрианн Палики. Титус Уилливер (Феликс Блэйк) выступил в качестве приглашенного актёра в одном эпизоде. Рид Даймонд исполнил камео своего персонажа Дэниела Уайтхолла в флэшбэке одного из эпизода сезона. Александер Рейт исполнил роль агента Андерсона. Аксл Уайтхед исполнил роль Джеймса, нелюдя со способностью заряжать предметы взрывной энергией. Джон Ханна получил роль Холдэна Рэдклиффа, учёного трансгуманиста. Уильям Сэдлер вновь исполняет роль президента Мэттью Эллиса из «Железного человека 3.

#### Четвёртый сезон
В четвёртом сезоне Бретт Далтон и Люк Митчелл покинули регулярный актёрский состав сериала в связи с гибелью их персонажей в финале предыдущего сезона. Джон Ханна, исполняющий роль доктора Холдэна Рэдклиффа, был повышен до регулярного состава. 23 июля 2016 года на Comic-Con в Сан-Диего было объявлено что в четвёртом сезоне Гэбриел Луна исполнит роль Робби Рейеса / Призрачного гонщика. Там же Джед Уидон заявил, что Ник Блад и Эдрианн Палики могут вернуться в сериал. 25 июля 2016 года стало известно, что Лилли Бёрдселл исполнит роль доктора Люси Бауэр, застрявшего между мирам призрака. В августе 2016 года было объявлено, что Джейсон О’Мара исполнит роль нового директора Щ. И.Т. Джеффри Мейса, чье имя держалось в секрете до премьеры сезона, Парминдер Награ — не доверяющей нелюдям сенатора Надир, а Мэллори Дженсен — роль АИДЫ, созданного доктором Рэдклиффом искусственного интеллекта. 7 сентября 2016 года стало известно, что Лоренцо Джеймс Хенри исполнит роль Гейба Рейеса, а в октябре было подтверждёно, что Хосе Суньига исполнит роль Элайа Морроу, дяди Робби и Гейба Рейесов. Маниш Дайал исполнил роль Виджайа Надира, нелюдя, брата сенатора Надир. Из второстепенного состава предыдущего сезона к своим ролям вернулись Наталия Кордова-Бакли (Елена Родригес / Йо-йо), Аксл Уайтхед (Джеймс) и Александер Рейт (Андерсон). В четвёртом сезоне стали уделять время многим агентам третьего плана довольно часто появлявшимся на экране: Максимилиан Осински исполнил роль агента Дэвиса, Патрик Кавана роль пиар агента Бёрроуса, Блез Миллер роль учёного Щ. И. Т.а Нэтансона, Бриана Венскус роль агента Пайпер и Рикардо Уокер роль агента Принса. Во второй части четвёртого сезона Зак Макгоуэн исполнил роль Антона Иванова, нового лидера Сторожевых псов, а Джон Пайпер-Фергюсон — Такера Шокли, правой руки Иванова. 18 ноября было объявлено, что Эдриан Пасдар вернётся во второй части сезона в роли бригадного генерала Гленна Тэлбота. 13 января 2017 года стало известно, что Паттон Освальд вернется к роли близнецов Кейнигов. В третьей части сезона Бретт Далтон вернулся в качестве виртуальной версии Гранта Уорда в Скелете. Начинающая актриса Джордан Ривера исполнила роль дочери Мака в Скелете — Хоуп Маккензи, а Дэвид О’Хара роль отца Леопольда Фитца в Скелете — Алистара Фитца. Следом за Далтоном к своей роли в Скелете вернулись Би Джей Бритт (агент Антуан Триплетт) и Саймон Кассианидес (Сунил Бакши).

#### Пятый сезон
В пятом сезоне Джон Ханна покинул регулярный актёрский состав сериала в связи с гибелью его персонажа в предыдущем сезоне. 4 августа 2017 года Джефф Уорд присоединился к периодическому составу сериала. 8 сентября 2017 года стало известно, что Ник Блад вернется к роли Лэнса Хантера. 5 октября 2017 года было объявлено, что Наталия Кордова-Бакли, исполняющая роль Елены Родригес, была повышена до регулярного состава. 2 ноября было объявлено что Джефф Уорд исполнит роль Дика, так же Кой Стюарт, Ив Харлоу и Пруитт Тейлор Винс исполнят роли Флинта, Тессы и Грилла. Джоэл Стоффер, появившийся в завершающей сцене 4 сезона, исполнил роль Инока, пришельца хроникома. Доминик Рэйнс исполнил роль Касиуса, надзирателя Маяка, а Флоренс Фэйвр — роль его правой руки Синары. Кэтрин Дент исполнила роль Хейл, высокопоставленного генерала Вооружённых сил США. Лекси Колкер исполнила роль Робин Хинтон, девочки нелюдя-ясновидца. Лола Глодини исполнила роль Полли Хинтон, матери Робин. В ноябре Дав Камерон присоединилась к актёрскому составу, роль которой раскрыли только в январе 2018. Она исполнила роль Руби, дочери генерала Хейл, помешанной на Дейзи. Во второй половине сезона из второстепенного состава предыдущих сезонов к своим ролям вернулись Бриана Венскус (агент Пайпер), Брайан Патрик Уэйд (Карл Крилл), Дж. Аугуст Ричардс (Майк Питерсон/Детлок), Максимилиан Осински (агент Дэвис), Спенсер Трит Кларк (Вернер фон Штрукер), Зак Макгоуэн (Антон Иванов), Рид Даймонд (Дэниель Уайтхолл) и Эдриан Пасдар (генерал Гленн Тэлбот). Патрик Уорбёртон выступил в качестве приглашенной звезды в роли генерала Рика Стоунера, одного из лидеров "Щ.И.Т.а" в прошлом. Питер Менса исполнил роль пришельца Коваса. Рут Негга и Дэвид Конрад исполнили камео своих персонажей Рейны и Иэна Куинна в флэшбэке одного из эпизода сезона. Также в флэшбеках одного из эпизодов появляются молодые версии Джаспера Ситуэлла и Вольфганга фон Штрукера, роли которых исполняют Адам Фэйзон и Джои Дефор, соответственно. Роли  взрослых версий персонажей исполняли  Максимилиано Эрнандес (в фильмах КВМ и первом сезоне сериала) и Томас Кречман (в фильмах КВМ).

#### Шестой сезон
В июле 2018 года на Comic-Con в Сан-Диего было объявлено, что Джефф Уорд был повышен до регулярного состава в шестом сезоне. В апреле 2018 года было объявлено, что Каролина Выдра, Кристофер Джеймс Бейкер и Барри Шабака Хенли исполнят роли наемника Айзель, ассасина Малахи и профессора естественных наук Маркуса Бенсона. Кларк Грегг остался в основном составе сериала и исполнил роль Сержанта, наёмника из другого измерения с лицом Фила Коулсона. Грегг так же исполнил роль Коулсона, в виде голограммы и флэшбеков. Из второстепенного состава предыдущих сезонов к своим ролям вернулись Бриана Венскус (агент Пайпер) и Максимилиан Осински (агент Дэвис), которые получат в этом сезоне больше экранного времени и расскрытия. Джоэл Стоффер вернулся к роли Инока, пришельца хроникома, путешествующего в космосе с Фитцом, а Кой Стюарт к роли нелюдя Флинта. Роли членов команды Сержа исполнили Брук Уильямс (Снежинка), Мэтью О’Лири (Пакс) и Уинстон Джеймс Франсис (Джако). Лукас Брайант исполнил роль Келлера, агента Щ. И. Т.а у которого завязываются отношения с Йо-Йо, а Шайну Бала исполнил роль агента Тревора Кхана. 28 мая 2019 года было объявлено, что Энтони Майкл Холл исполнит роль мистера Китсона, правителя игорной империи Китсона, а Шерри Сом роль Атары, лидера хроникомов. Исполнительный продюсер сериала Морисса Танчароен в одном из эпизодов сезона исполнила роль подруги Дика — Секвойи.

#### Седьмой сезон
С продлением на новый сезон было подтверждено, что основные актёры из предыдущих сезонов, а именно Минг-На Вен (Мелинда Мэй), Хлоя Беннет (Дейзи Джонсон / Дрожь), Иэн Де Кэскер (Лео Фитц), Элизабет Хенстридж (Джемма Симмонс), Генри Симмонс (Альфонсо «Мак» Маккензи), Наталия Кордова-Бакли (Елена «Йо-Йо» Родригес) и Джефф Уорд (Дик Шоу) вернутся в этом сезоне.  Кларк Грегг так же остался в регулярном составе в роли Жизнеспособной модели Фила Колсона. Несмотря на то, что Де Кэскер был объявлен основным членом актёрского состава, он не появляется в первых десяти эпизодах, так как он работал над другим проектом, когда начались съёмки сезона, и был указан как специально приглашённая звездаДжоэл Стоффер возвращается к роли Инока из предыдущих сезонов, хроникома-союзника «Щ.И.Т.а» в то время как Тобайас Джелинек появляется в роли Люка , хроникома-антагониста. В августе 2019 года выяснилось, что Патрик Уорбёртон вновь исполнит роль Рика Стоунера в финальном сезоне, и также сообщалось, что Хейли Этвелл вновь исполнит роль Пегги Картер вместе с Энвером Джокаем в роли агента Дэниела Сузы из сериала «Агент Картер». Позже Этвелл опровергла информацию о своём участии в финальном сезоне, в то время как кастинг Джокая был подтверждён в апреле 2020 года. В мае 2020 года выяснилось, что Пэттон Освальт вернётся в этом сезоне, и он будет исполнять роль Эрнеста Хазарда Кёнига в 1931 году. Он является предком различных современных братьев Кёнигов, которых Освальт изображал в предыдущих сезонах.В сезоне также появляется персонаж Уилфред «Фредди» Малик, отец Гидеона Малика, который появлялся в предыдущих сезонах. Роль Уилфреда исполняют Дэррен Барнет в 1931 году и Нил Бледсо, начиная с 1955 года. Камерон Палатас вновь исполняет роль молодого Гидеона Малика из третьего сезона, в то время как Томас Э. Салливан получил роль брата Гидеона, Натаниэля, роль которого исполнял Джоэл Дэбни Кортни в третьем сезоне. Тамара Тейлор периодически появляется в роли хроникома-предсказательницы Сивиллы, а Дайян Доан в роли сестры Дейзи - Коры. Дичен Лакмэн также вновь исполняет роль Дзяйин, матери Дейзи из второго сезона, в то время как Фин Аргус исполняет роль молодой версии Гордона, нелюдя, работающего с Дзяйин, взрослую версию которого исполнял Джейми Харрис во втором сезоне. Сын Билла Пэкстона, Джеймс Пэкстон, исполнил  роль молодой версии Джона Гаррета. В финальных эпизодах Бриана Венскус, Максимилиан Осински и Кой Стюарт возвращаются к своим ролям  Пайпер, Дэвиса и Флинта соответственно.

### Съёмки
Съёмки пилотного эпизода начались 22 января 2013 года и завершились 11 февраля. 10 мая 2013 года ABC дал пилоту зелёный свет и заказал съёмки сериала для трансляции в сезоне 2013—2014 годов. 8 мая 2014 года сериал был продлён на второй сезон, показ которого начался 23 сентября того же года. 7 мая 2015 года сериал был продлён на третий сезон, который стартовал 29 сентября. 3 марта 2016 года сериал был продлён на четвёртый сезон, стартовавший 20 сентября 2016 года. 11 мая 2017 сериал был продлён на пятый сезон, который начал транслироваться с 1 декабря 2018 года. 14 мая 2018 года сериал был продлён на 6 сезон, стартовавший 10 мая 2019 года, в котором всего 13 эпизодов, а не 22, как в предыдущих пяти сезонах. Также сериал был продлён на седьмой сезон, который стартовал 27 мая 2020 года, в нём, как и в шестом, всего 13 эпизодов, этот сезон стал финальным.

## Веб-сериалы
В 2013—2014 годах выходит первый, основанный на сериале «Агенты «Щ.И.Т.», веб-сериал «Агенты „Щ. И. Т.“: Рассекречено» (2013—2014).
В 2015 году выходит пятисерийный интерактивный мини-веб-сериал «Агенты «Щ.И.Т.»: Двойной агент», совмещающий научную фантастику и закадровую съёмку телесериала «Агенты „Щ. И. Т.“».
В 2016 году выходит «Агенты «Щ.И.Т.»: Академия», неканоничный спин-офф телесериала «Агенты „Щ. И. Т.“». В этом же году выходит каноничный и заключительный веб-сериал «Агенты «Щ.И.Т.»: Йо-Йо», сюжет которого вращается вокруг миссии Родригес между событиями третьего и четвёртого сезонов телесериала «Агенты „Щ. И. Т.“»